# 1898 à Paris
 Chronologie de l'histoire de Paris
- 1894
- 1895
- 1896
- 1897
- 1898
- 1899
- 1900
- 1901
- 1902

Cette page concerne l'année 1898 du calendrier grégorien.

## Chronologie

### Janvier 1898
- x

### Février 1898
- x

### Mars 1898
- x

### Avril 1898
- x

### Mai 1898
- x

### Juin 1898
- x

### Juillet 1898
- x

### Août 1898
- x

### Septembre 1898
- x

### Octobre 1898
- 4 octobre : Les travaux de la ligne 1 du métro de Paris démarrent

### Novembre 1898
- x

### Décembre 1898
- x